# 臺北市聯外橋樑列表
臺北市聯外橋樑列表介紹臺北市與新北市的互聯橋樑。
臺北市因為淡水河系環繞，與新北市間的交通往來大多有賴橋樑銜接；此外陽明山北面，陽金公路一帶則為磺溪水系。橋樑的命名如同道路，有訓示的，有人名的，有依經過河川的，亦有依連絡地點的。其中萬華區連外的橋樑則多冠上兩地地名，第一個字為北市的地名如萬華的「萬」或「華」，第二個字為新北市的地名如板橋的「板」、江子翠的「江」或「翠」、中和的「中」。以下為主要聯外橋樑及其簡介（分本市東、西、南、北四邊介紹，順序為由下游至上游）：

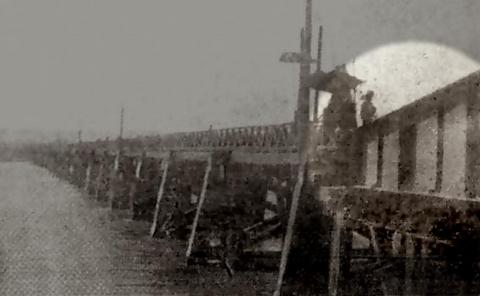
第一代的木造台北橋。當河道有船隻通行時，右邊亮光處閘板可升降

## 基隆河
- 基隆河內溝溪包含溪口部份（台北市東側）[1]:
  - （無名橋）：內湖區東湖（康樂街）往新北市汐止區（忠三街9巷）
  - 大亨橋：內湖區東湖（康樂街）往新北市汐止區（忠三街）
  - （無名橋）：內湖區東湖（康樂街）往新北市汐止區（忠二街/白馬山莊）
  - （無名橋）：內湖區東湖（康樂街125巷）往新北市汐止區（忠一街/東湖山莊）
  - 華城橋：內湖區東湖（康樂街61巷15弄）往新北市汐止區（康寧街61巷）
  - 汐湖橋：內湖區東湖（東湖路）往新北市汐止區（康寧街）
  - 汐湖二橋：內湖區東湖（安康路）往新北市汐止區（康寧街）
  - 中山高速公路內溝溪橋（包括汐五高架）：臺北市內湖區（東湖交流道）往新北市汐止區（汐止系統交流道）
  - （內溝溪橋）：內湖區東湖（堤外道路）往新北市汐止區（吉林街）
  - 南湖大橋：臺北市內湖區（康寧路三段）往台北市南港區（經貿路、研究院路）國1南
- 基隆河大坑溪部份（台北市東側）[1]：
  - 環東大道跨越橋：臺北市南港區（環東大道）往新北市汐止區福爾摩沙高速公路（南港交流道聯絡道）
  - 南港橋：臺北市南港區（南港路一段）往新北市汐止區（大同路一段）台5線
  - 力行橋：臺北市南港區（研究院路一段101巷）往新北市汐止區橫科（橫科路）
  - 弘道橋：臺北市南港區（弘道街）往新北市汐止區橫科（弘道街）
  - 福山橋：臺北市南港區（福山街）往新北市汐止區橫科（福山街）
  - 民權橋：臺北市南港區（研究院路61巷1弄）往新北市汐止區橫科（民權街二段）
  - 國興橋：臺北市南港區舊莊（舊莊街一段3巷）往新北市汐止區橫科（國興街）
  - 合順橋：臺北市南港區舊莊（合順街8巷1弄）往新北市汐止區橫科（合順街）
  - 金德橋：臺北市南港區舊莊（合順街8巷5弄）往新北市汐止區橫科（宜興街9巷）
  - （無名橋）：臺北市南港區舊莊（舊莊街一段91巷）往新北市汐止區橫科（宜興街9巷）
  - 宜興橋：臺北市南港區舊莊（舊莊街一段145巷）往新北市汐止區橫科（宜興街）
  - 舊莊橋：臺北市南港區舊莊（舊莊街一段199巷）往新北市汐止區橫科（林森街）
  - 福爾摩沙高速公路大坑溪橋：臺北市南港區（南港系統交流道）往新北市汐止區橫科（南港交流道）
  - 永庭橋：臺北市南港區舊莊（舊莊街一段225巷）往新北市汐止區橫科（東勢街）
  - 芳園橋：臺北市南港區舊莊（舊莊街二段）往新北市汐止區橫科（芳園街）
  - 碧山橋：臺北市南港區舊莊（舊莊街二段）往新北市汐止區橫科（南勢街/碧山山莊）
  - （無名橋）：臺北市南港區（舊莊街二段）往新北市汐止區（同德巷/桐德鋼鐵公司）
  - （無名橋）：臺北市南港區（舊莊街二段）往新北市汐止區（汐碇路380巷）
  - （無名橋）：臺北市南港區（舊莊街二段）往新北市汐止區（汐碇路436巷/東方碧瑤社區）
  - （無名橋）：臺北市南港區（舊莊街二段）往新北市汐止區（汐碇路436巷）
  - 白雲橋：臺北市南港區（舊莊街二段）往新北市汐止區（汐碇路526巷）
  - （無名橋）：臺北市南港區（舊莊街二段）往新北市汐止區（汐碇路536巷）

## 淡水河
- 淡水河部份（臺北市西部）：

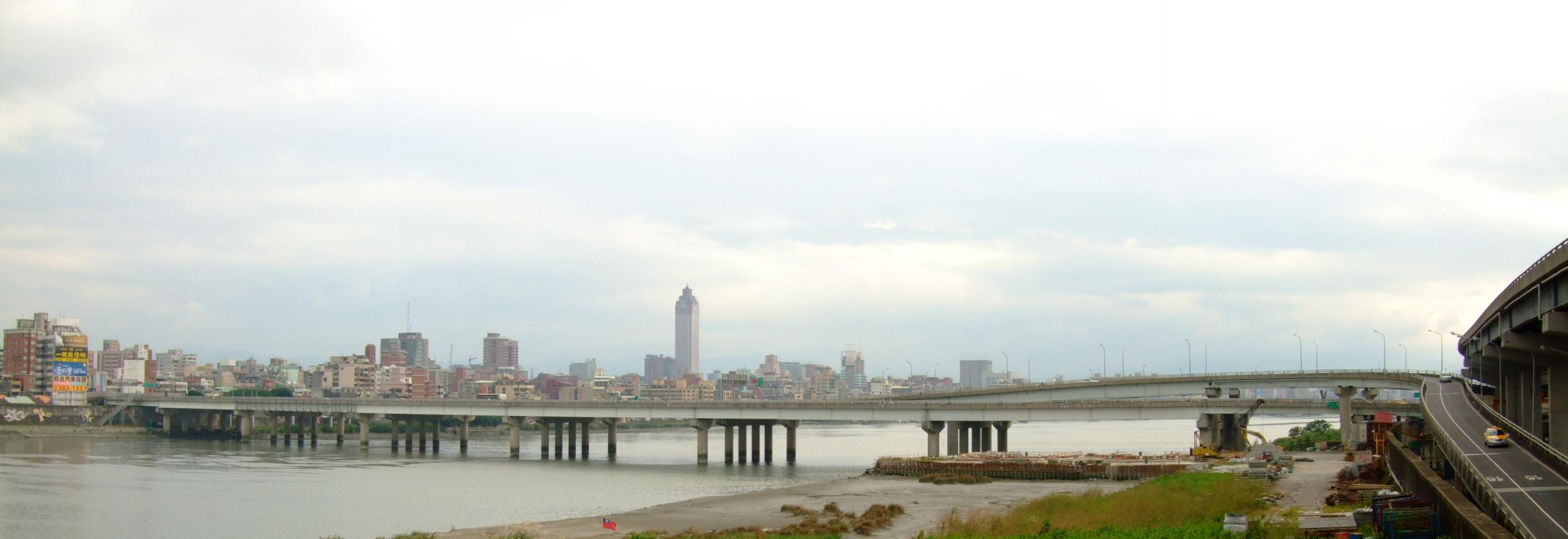
現在的臺北橋

  - 重陽大橋：1991年通車，臺北市士林區（中正路）往新北市三重區與蘆洲區（集賢路）。
  - 淡水河橋：1976年通車，中山高速公路環北交流道（汐五高架）往三重交流道（中山高主線）。
  - 臺北大橋：1925年6月通車，臺北市大同區（民權西路）往新北市三重區（重新路一段）。
  - 淡水河景觀橋：預計位於臺北市大同區大稻埕碼頭至新北市三重區忠孝碼頭之間，目前臺北市政府與新北市政府正在合作研擬在此興建景觀橋的方案。
  - 忠孝橋：1982年通車，臺北市萬華區（忠孝西路二段）往新北市三重區（重安街）。
  - 中興橋：1958年10月通車，臺北市萬華區（成都路）往新北市三重區（成功路）。（1986年斷橋意外後重建）

## 新店溪
- 華江橋：1968年11月通車，臺北市萬華區（和平西路三段）往新北市板橋區江子翠（文化路二段/長江路三段）。（1996年改建）
- 萬板橋：2000年通車，臺北市萬華區（西藏路）往新北市板橋區江子翠（萬板路）。（又稱華江二號橋；原名西藏大橋，因台北市側連接西藏路。）
- 華翠橋：2001年通車，臺北市萬華區（艋舺大道）往新北市板橋區港子嘴（日治時期一度曾隸屬「江子翠區」，縣民大道三段）。（原為縱貫鐵路橋，在臺北鐵路地下化專案後改建為汽車專用橋。）
- 光復橋：1977年通車，臺北市萬華區（西園路二段）往新北市板橋區港子嘴、埔墘（中山路二段）。（原為1933年啟用的昭和橋(吊橋)，戰後改建為公路橋。）
- 華中橋：1976年通車，臺北市萬華區（萬大路）往新北市中和區（景平路）。
- 中正橋：1971年10月通車，臺北市中正區（重慶南路三段）往新北市永和區（永和路二段）。（原為1937年通車的川端橋，戰後改建；新橋落款者是時任中華民國副總統嚴家淦，2019年5月再次改建，預計2024年8月通車。）
- 永福橋：1984年通車，臺北市中正區（思源街）往新北市永和區（福和路）。（又稱福和二橋），旁邊有拱形橋樑，上有水管輸送自來水，俗稱為永福水管橋，之所以稱為永福橋有二種說法，一種說法是因為新北市端位於永和區且臨近福和路，另一種說法是因為橋樑連結永和區與羅斯福路，一般較接受前者的說法。
- 福和橋：1973年通車，臺北市中正區／文山區（基隆路四段）往新北市永和區（林森路／成功路一段），之所以稱為福和橋有兩種說法，一種說法是因為新北市端臨近福和路，另一種說法是因為橋樑連結羅斯福路與永和區，一般較接受前者的說法。

## 景美溪
- 溪口無名橋：臺北市文山區（景美溪右岸親子生活自行車道）往新北市新店區（新店溪右岸自行車道）。
- 水源快速道路：1988年9月開工，1991年12月完工，臺北市文山區（水源快速道路）往新北市新店區（環河快速道路）。
- 北新橋(鳴遠橋)：1963年開工，1965年10月完工，臺北市文山區（羅斯福路六段）往新北市新店區（北新路三段）。「鳴遠」取自紀念抗戰時期的外籍神父雷鳴遠，「北新」取自台北市往新店區。（又稱景美新橋，兩橋為串連橋）

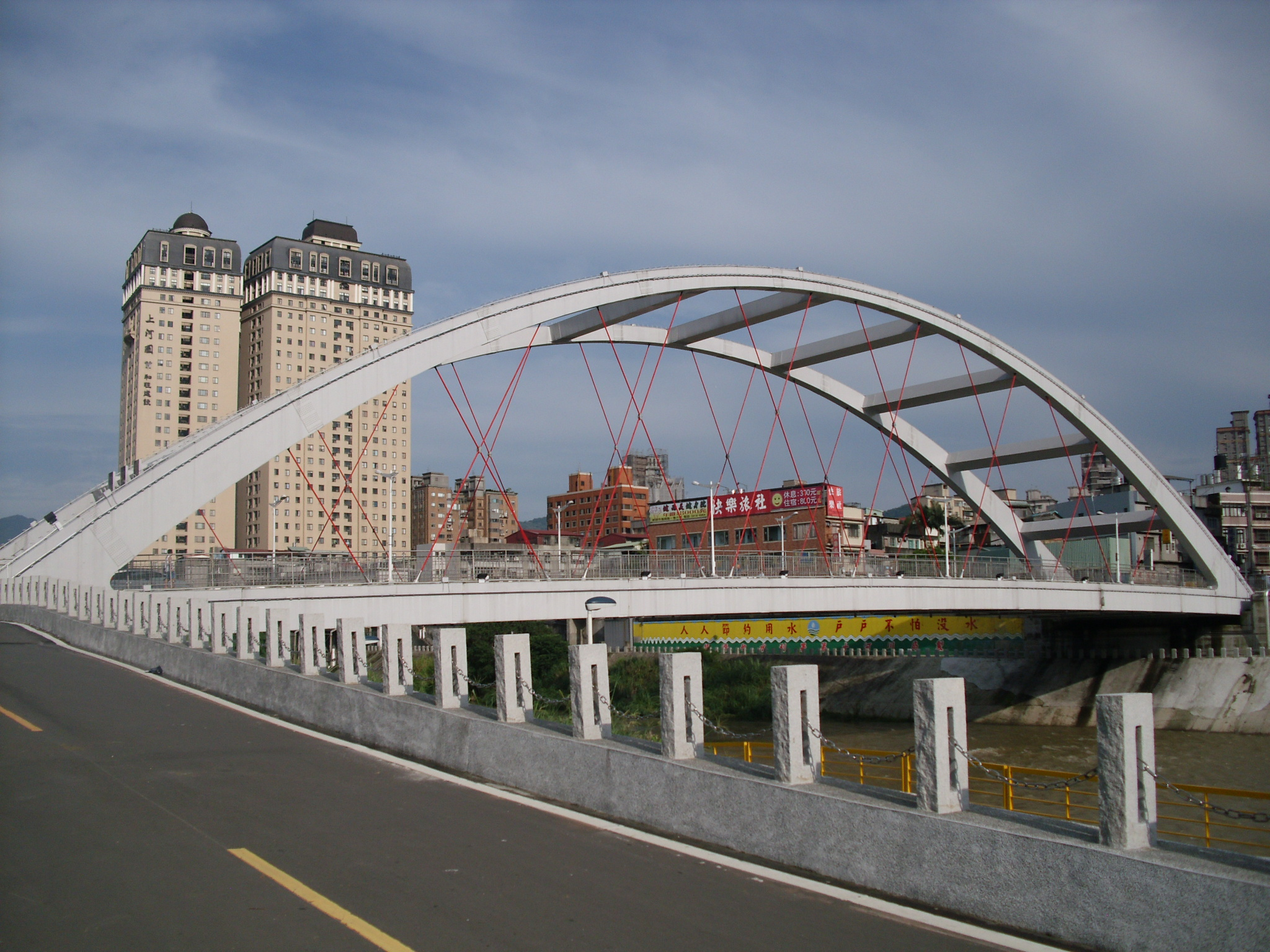
景美橋(2011年)

- 景美橋：臺北市文山區（景文街）往新北市新店區（順安街）。前身為瑠公圳行水木梘，於1909年改建，成為台灣第一座鋼筋混凝土橋（又稱景美舊橋。），2009年1月再次改建，並於2010年9月完工。
- 景美溪橋：1995年1月開工，1997年1月完工，臺北市文山區（木柵路一段）往新北市新店區（寶慶街）。（又稱萬善橋）
- 寶橋：1977年9月開工，1978年8月完工，臺北市文山區（木新路三段）往新北市新店區（寶橋路）。

## 磺溪
- 上磺溪橋：1944年通車，士林區（竹子湖路）往金山區（陽金公路/八煙） 。

## 備註
1. 1 2  內溝溪、大坑溪一帶多為小型橋樑。